# Odprto prvenstvo Avstralije 2006
Odprto prvenstvo Avstralije 2006 je teniški turnir, ki je potekal med 16. in 29. januarjem 2006.

## Moški posamično
Roger Federer :  Marcos Baghdatis, 5–7, 7–5, 6–0, 6–2

## Ženske posamično
Amélie Mauresmo :  Justine Henin, 6–1, 2–0, retired

## Moške dvojice
Bob Bryan /  Mike Bryan :  Martin Damm /  Leander Paes, 4–6, 6–3, 6–4

## Ženske dvojice
Jan Zi /  Ženg Džie :  Samantha Stosur /  Lisa Raymond, 2–6, 7–6(7), 6–3

## Mešane dvojice
Martina Hingis /  Mahesh Bhupathi :  Jlena Lihovceva /  Daniel Nestor, 6–3, 6–3